# Ів Монтан
Ів Монта́н (фр. Yves Montand, справжнє ім'я — Іво Ліві; 13 жовтня 1921, Монсуммано-Терме — 9 листопада 1991, Санліс) — французький актор та шансоньє італійського походження.

## Біографія
Іво Ліві народився 13 жовтня 1921 року в містечку Монсуммано-Терме (Тоскана) в родині Джованні та Джузеппіни Ліві. Оскільки батько Іво був комуністом, після приходу до влади Муссоліні його родина переїхала до Марселю.
У 1929 році Іво отримав французьке громадянство. В молодості він працював перукарем та портовим вантажником; пізніше почав співати в клубах і кінотеатрах. В 1938 році вперше використав псевдонім Ів Монтан, що походить з дитинства співака: мати кликала його фразою «Ivo, monta!» (на тосканському діалекті означає «Іво, підіймайся!»)
З 1944 по 1946 роки зустрічався і виступав дуетом з Едіт Піаф, яка допомогла йому зробити кар'єру.
22 грудня 1951 року одружився з актрисою Симоною Синьйоре (прожив з нею до її смерті 1985 року). Світове визнання як актор здобув після ролей у фільмах «Плата за страх» (1953) та «Займемось коханням» (з Мерилін Монро, 1960). 1955 року опублікував мемуари «Du Soleil plein la tête».
У 1956 та 1963 роках Ів Монтан гастролював в СРСР, де познайомився з Микитою Хрущовим. В 1968 році вийшов з Комуністичної партії Франції на знак протесту проти вторгнення радянських військ до Чехословаччини.
У 1987 році Ів Монтан був президентом журі Каннського кінофестивалю. 31 грудня 1988 року в нього та його коханки Кароль Ам'єль народився син Валентин.

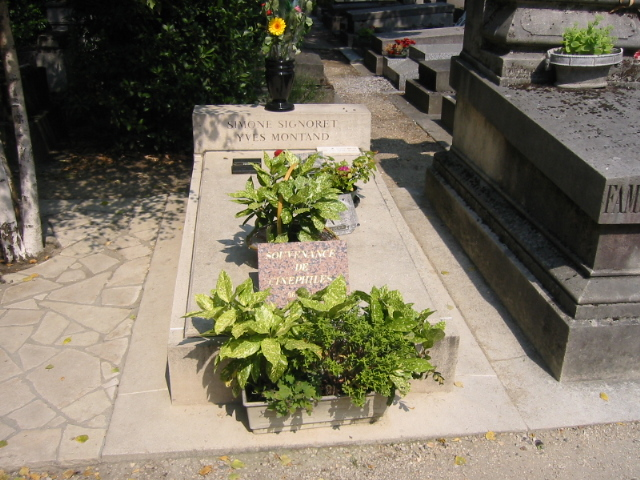
Могила Іва Монтана та Симони Синьйоре

Останні роки свого життя провів у Сен-Полі на Лазуровому березі. Помер внаслідок серцевого нападу 9 листопада 1991 року в Санлісі (Пікардія) у Франції, в кількох км північніше Парижа. Похований на кладовищі Пер-Лашез в одній могилі з дружиною (сектор № 44).

## Дискографія
- 1953 — Récital au théâtre de l'Etoile
- 1955 — Chansons populaires de France
- 1958 — Dix chansons pour l'été
- 1958 — Récital Etoile 1958
- 1960 — Dansez avec Yves Montand
- 1962 — Montand chante Prévert
- 1962 — Récital Etoile 1962
- 1967 — Montand 7
- 1980 — Montand d'hier et d'aujourd'hui
- 1981 — Olympia 1981
- 1993 — Les années Odéon 1945—1958 (9CD)

## Фільмографія
- 1946 — Зірка без світла
- 1946 — Ворота ночі
- 1947 — Ідол
- 1950 — Втрачені сувеніри
- 1951 — Червоний готель
- 1952 — Париж завжди співає!
- 1953 — Плата за страх
- 1954 — Наші часи
- 1955 — Герої втомились
- 1955 — Наполеон
- 1955 — Нічна Маргарита
- 1956 — Люди та вовки
- 1956 — Один ранок як інші
- 1957 — Роза вітрів
- 1957 — Салемські чаклунки
- 1957 — Широкий блакитний шлях
- 1958 — Першотравень
- 1959 — Закон
- 1959 — Джанго Рейнгарт
- 1960 — Займемось коханням
- 1961 — Притулок
- 1961 — Чи любите ви Брамса?
- 1962 — Моя гейша
- 1965 — Вбивця у спальному вагоні
- 1966 — Війна закінчилась
- 1966 — Чи горить Париж?
- 1966 — Великий приз
- 1967 — Жити, щоб жити
- 1968 — Одного вечора у поїзді
- 1969 — Містер Фрідом
- 1969 — Дзета
- 1969 — Диявола за хвіст
- 1970 — Сповідь
- 1970 — Ясного дня побачиш вічність
- 1970 — Червоне коло
- 1971 — Манія величі
- 1972 — Все добре
- 1972 — Сезар і Розалі
- 1973 — Син
- 1973 — Стан облоги
- 1974 — Самотність співака
- 1974 — Випадковість та насилля
- 1974 — Вінсент, Франсуа, Поль та інші
- 1975 — Спеціальний відділ
- 1975 — Дикун
- 1976 — Пістолет «Пітон 357»
- 1977 — Великий шахрай
- 1977 — Погроза
- 1978 — Дорога на південь
- 1979 — Світло жінки
- 1979 — І… як Ікар
- 1981 — Вибір зброї
- 1982 — Весь вогонь, все полум'я
- 1983 — Офіціанте!
- 1986 — Жан де Флоретт
- 1986 — Манон з джерела
- 1988 — Три квитки на 26-е
- 1991 — Повернення Нечаєва
- 1992 — ІП 5: острів товстошкірих

## Цікаве
Роль парфумера, виконана Івом Монтаном у фільмі «Дикун», надихнула французьку парфумерку Олівію Джакобетті обрати цю професію.